# Geoplaninae
Sous-famille
Les Geoplaninae sont une sous-famille de vers plats terrestres de la famille des Geoplanidae.

## Systématique
Le nom valide complet avec auteur de ce taxon est Geoplaninae Stimpson, 1857.

### Liste des genres
Selon la base de données World Register of Marine Species (19 janvier 2024), la sous-famille des Geoplaninae regroupe les genres suivants :
- Amaga Ogren & Kawakatsu, 1990
- Barreirana Ogren & Kawakatsu, 1990
- Bogga Grau & Sluys, 2012
- Cephaloflexa Carbayo & Leal-Zanchet, 2003
- Choeradoplana Graff, 1896
- Cratera Carbayo, Alvarez-Presas, Olivares, Marques, Froehlich & Riutort, 2013
- Difroehlichia Leal-Zanchet & Marques, 2018
- Geobia Diesing, 1862
- Geoplana Müller, 1856
- Gigantea Ogren & Kawakatsu, 1990
- Gusana Froehlich, 1978
- Imbira Carbayo, Alvarez-Presas, Olivares, Marques, Froehlich & Riutort, 2013
- Inakayalia Negrete, Alvarez-Presas, Riutort & Brusa, 2021
- Issoca Froehlich, 1954
- Liana Froehlich, 1978
- Luteostriata Carbayo, 2010
- Matuxia Carbayo, Alvarez-Presas, Olivares, Marques, Froehlich & Riutort, 2013
- Notogynaphallia Ogren & Kawakatsu, 1990
- Obama Carbayo, Alvarez-Presas, Olivares, Marques, Froehlich & Riutort, 2013
- Paraba Carbayo, Alvarez-Presas, Olivares, Marques, Froehlich & Riutort, 2013
- Pasipha Ogren & Kawakatsu, 1990
- Pichidamas Bulnes, Grau & Carbayo, 2018
- Piima Carbayo, 2020
- Polycladus Blanchard, 1847
- Pseudogeoplana Ogren & Kawakatsu, 1990
- Supramontana Carbayo & Leal-Zanchet, 2003
- Wallmapuplana Negrete, Alvarez-Presas, Riutort & Brusa, 2021
- Winsoria Negrete et al., 2020
- Xerapoa Froehlich, 1955